# Magyar katolikus egyház
A magyar katolikus egyház (latinul: Ecclesia Catholica Hungariæ) a katolikus egyház magyarországi szervezeteinek összefoglaló elnevezése.
A római katolikus egyház – katolikus szóhasználattal a világegyház – élén a római pápa áll, akinek az Egyházi Törvénykönyv megfogalmazása szerint „a legfőbb, teljes, közvetlen és egyetemes rendes hatalma van … az összes részegyházak és azok csoportjai fölött is”. Ebből következően a magyar részegyház, ugyanúgy, mint az összes többi részegyházak, nem autonóm szervezet, mert ügyeiben (elvileg, és a jog által szabályozott esetekben – mint például a püspökök kinevezése – gyakorlatilag is) a pápa közvetlenül intézkedhet, ő tekintendő legfőbb fejének.
A világegyház elsődlegesen egyházmegyékre van osztva, ezek számítanak elsősorban „részegyházaknak”. Az egyes országok egyházaira alkalmazott elnevezések – mint például a „magyar katolikus egyház” – katolikus szempontból ilyen egyházmegyék másodlagosan létrehozott csoportjait jelölik, melyek kevesebb önállósággal bírnak, mint az egyházmegyék vagy akár ezeknek részei, a plébániák. A katolikus egyház szervezetben tehát tulajdonképpen nem létezik „magyar katolikus egyház”; a neki leginkább megfelelő állandó intézmény a Magyarország területén működő egyházmegyék püspökeiből álló Magyar Katolikus Püspöki Konferencia.
Mivel a magyar katolikus egyház fogalmába beletartozik a katolikus világegyház Magyarország területén működő minden részegyháza, ezért beleértendőek nem csak a latin rítusú egyházmegyék, hanem az itt működő keleti katolikus részegyházak is, nevezetesen a görögkatolikus és örmény katolikus egyházkormányzati egységek.
Polgári jogi szempontból a magyar katolikus egyház bíróságilag bejegyzett vallási csoport, melynek jogait a Magyar Katolikus Püspöki Konferencia gyakorolja.

## Történelem

### Előzmények
381-ben az aquileiai zsinat elismert Pannóniában működő érsekségeket. A mai Magyarország területén tehát ekkortól működött egyházi szervezet, ami azonban nem jogelődje a későbbi magyar katolikus egyháznak.

### Árpád-kor
A honfoglalás után, a kalandozások során a magyarok kívülről megismerték a nyugati kereszténységet. 954-ben például Wikbert apát Gembloux monostora ostromakor a pihenő magyarok közé merészkedett, akik meghallgatták, és többen meg is keresztelkedtek. A hadjáratok során ejtett foglyokkal keresztények sokasága került a magyarok közé.

#### Bizánci térítés
A latin és a bizánci kereszténység egyaránt hatott a magyarságra. A keleti hadjáratok kapcsán bizánci szerzetesek, térítő papok érkezhettek a Kárpát-medence déli, délkeleti részére. Konstantinápolyban több magyar vezér – köztük valószínűleg Tormás, Árpád dédunokája is – megkeresztelkedett, de a császár ezen felül bőkezű ajándékokkal, címekkel, keresztapaság vállalásával is próbálta lekötelezettjévé tenni őket. Az első név szerint ismert bizánci térítő püspök Hierotheosz volt, aki Zombor gyula hívására, az általa uralt erdélyi területeken, elsősorban a Maros völgyében térített, de intézményes egyházi struktúrát nem alakított ki. A gyula lánya, Sarolt (Géza fejedelem későbbi felesége) gyermekként itt nyerte el a keresztséget. Marosváron bizonyított a keleti szerzetesek tartós működése. Sokan Sarolthoz kapcsolják a veszprémvölgyi apácakolostor alapítását, a görög nyelvű veszprémvölgyi alapítólevél kiadását.

#### Latin térítés
Taksony fejedelem – tartva a Bizánci Birodalom törekvéseitől – 962-ben XII. János pápától latin térítő püspököket kért, egyelőre eredménytelenül. Géza fejedelem 972-ben a nyugati kereszténység felvétele mellett döntött, kérésére I. Ottó német-római császár Sankt Gallen-i Bruno térítő püspököt küldte a magyarokhoz, aki mellé Pilgrim passaui püspök karantán papokat rendelt tolmácsnak. Bruno (valószínűleg Esztergomban) megkeresztelte Gézát, fiát Vajkot (mindkettejüket István névre), öccsét Mihályt, mintegy 500 előkelőt és több ezer szolgát. Géza keresztségének esztergomi színhelye határozott jelzés volt a születő egyháztartományért vetélkedő püspököknek – Pilgrim mellett a salzburgi érseknek és az aquileai pátriárkának – a majdani magyar egyházszervezet függetlenségéről. Géza fiát keresztény neveltetésben részesítette, Esztergomban Szent István vértanú tiszteletére templomot emelt, Bruno és társai pedig újra megnyitották a karoling templomokat, és újakat is építtettek (például Veszprémben a Szent György-körtemplomot). Adalbert prágai püspök először 985–988 között érkezhetett a magyarokhoz, ekkor bérmálta meg Istvánt. Római és prágai tartózkodás után 993-ban vette fel újra a kapcsolatot a magyarokkal; a 995 őszén vele érkező bencés szerzetesek tették le a pannonhalmi apátság alapjait Szent Márton hegyén. Querfurti Brúnó német szerzetes 1003 után két hittérítő utat tett Magyarországon.

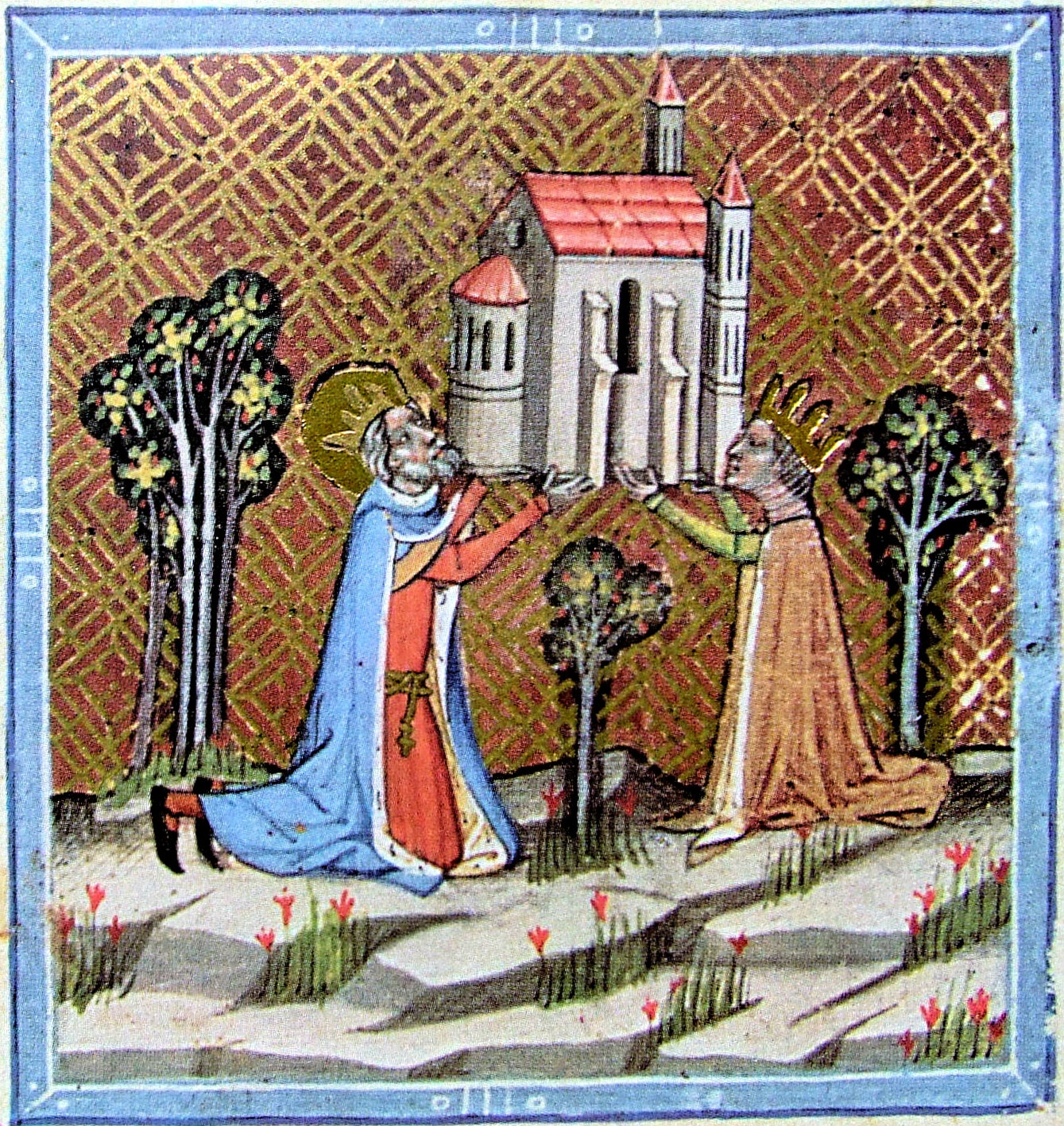
István király és Gizella királyné megalapítja az óbudai Szent Péter és Pál-templomot. A Képes krónika miniatúrája

#### Egyházszervezés
István király a monostoralapítási céllal Pécsváradra érkező Asztrik bencés szerzetest küldte Rómába, hogy felségjelvényeket hozzon II. Szilveszter pápától, melyekkel Domonkos püspök koronázta meg 1000 karácsonyán az esztergomi Szent István-templomban. Ezzel a pápa elismerte Magyarország és uralkodója önállóságát.
1001 tavaszán, a ravennai zsinaton II. Szilveszter pápa – III. Ottó német-római császár jelenlétében – jóváhagyta a magyar egyháztartomány létrehozását, István királyt apostoli hatalomban részesítette, Esztergomot pedig a magyar egyház élére állította. István az országot tíz püspökségre osztotta, az alapítás sorrendjében: esztergomi (1001), veszprémi (1002), győri, egri, pécsi, kalocsai, erdélyi, váci (1009), bihari és csanádi (1020 k.) püspökség. Veszprém, Győr, Pécs, Eger és Vác az esztergomi; Csanád, Bihar és Erdély a kalocsai érsekséghez tartozott.

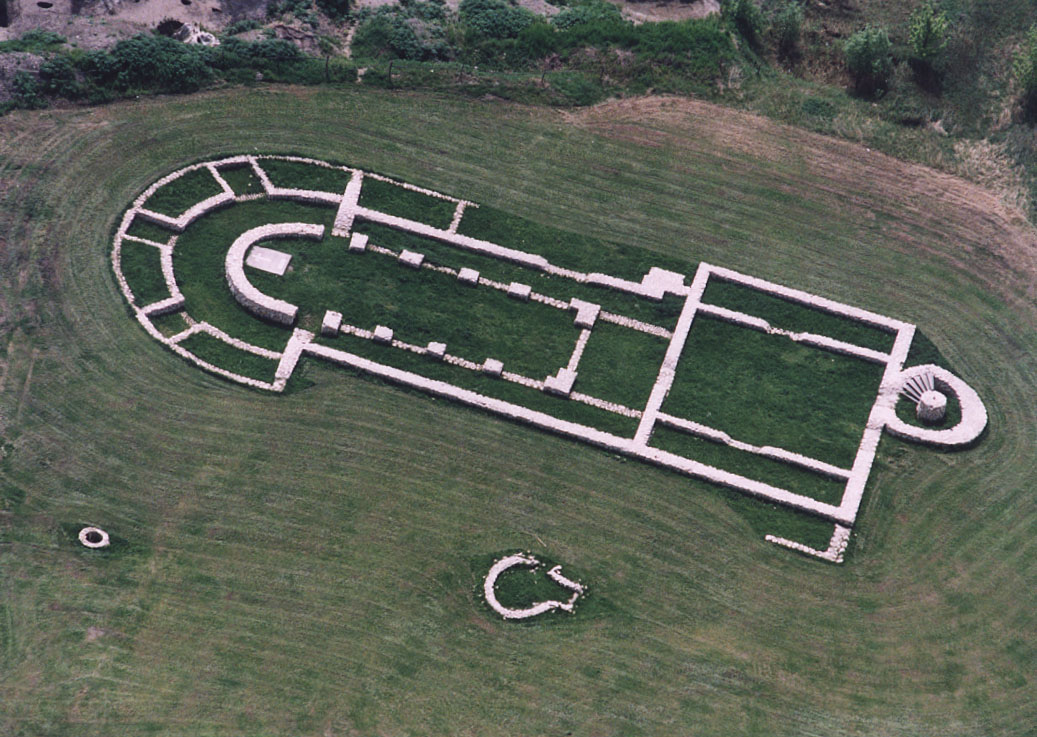
A zalavári bencés apátság romjai

A vármegyék szervezése nyomán az ispáni várakban jellegzetes, kis méretű körtemplomok épültek. István második törvénykönyve rendelkezett arról, hogy minden tíz falu építsen egy templomot. Ez a rendelkezés egyszersmind bevezette a vasárnapi munkaszüneti napot, a szentmiselátogatás kötelezettségével.[forrás?] Zarándokházakat alapított Rómában, Ravennában, Konstantinápolyban és Jeruzsálemben, és 1018 körül biztonságos zarándokutat hozott létre Magyarországon keresztül. 1020 körül jelennek meg a egyházi oktatási rendszer kezdeteire utaló első feljegyzések. A papság a király által bevezetett tizedből és a sókereskedelemből tartotta fenn magát.[forrás?] 1038-ra felépült a székesfehérvári székesegyház; kolostorokat alapítottak a Zobor-hegyen, Pécsváradon, Bakonybélben, Zalaváron és a Somló-hegy alatt. Szent István halála előtt Szűz Mária oltalmába ajánlotta az országot; Hartvik győris püspök 1110 körül írt Szent István-legendája ennek hangsúlyozásával a pápai hűbéri igény alaptalanságát is jelzi (VII. Gergely pápa egy levele szerint a pápaságot jelképező Szent Péternek is szólt volna a felajánlás).

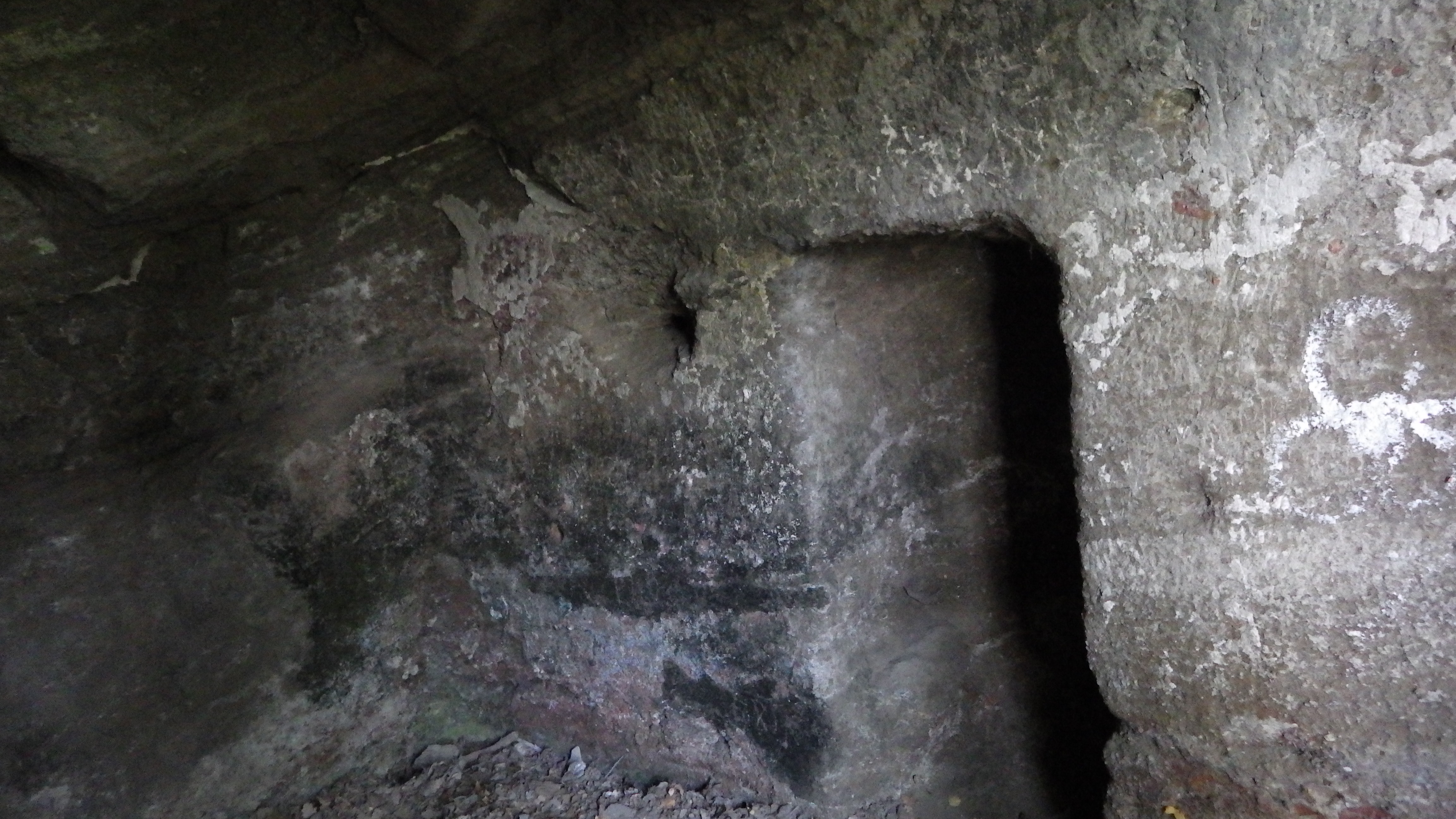
A bazilita szerzetesek által kivájt tihanyi Barátlakások részlete

#### A kereszténység megszilárdulása

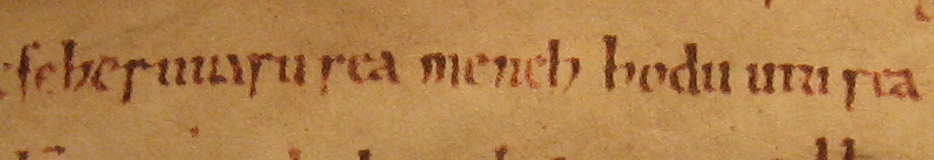
„feheruuaru rea meneh hodu utu rea” (Fehérvárra menő hadi útra) A legrégebbről fennmaradt magyar nyelvű írásos emlék a tihanyi alapítólevélből, 1055-ből

István király egyházszervező munkája nyomán utódai is szerepet vállaltak az egyházmegyék szervezetének kialakításában, kolostorokat alapítottak, főpapállítási jogokat is örököltek. Péter és Sámuel királyok hatalomért való küzdelme az új feudális és a régi törzsi társadalmi rend, illetve a kereszténység és a régi hitvilág képviselői közötti feszültségeket is felszínre hozták; 1046-ban kitört a Vata-féle pogánylázadás, melynek során Gellért püspök (Beszteréd és Bőd püspökökkel együtt) vértanúhalált halt. Vazul Gellért hívására visszatérő fiai közül András lépett a trónra, aki helyreállította az istváni törvényeket, kiállt a kereszténység mellett, és rendezte a belviszályokat. A békés időszak kedvezett a vallási élet megszilárdulásának; 1055-ben András alapította a tihanyi monostort, felesége, a kijevi Anasztázia révén pedig bizánci rítusú szerzetesek telepedtek meg Tihanyban, Zebegényben és Visegrádon. A Béla király által összehívott 1061. évi székesfehérvári országgyűlésen került sor az utolsó pogánylázadásra. Ő helyezte át a vásárok napját szombatra; az általa alapított szekszárdi apátságban temették el. Géza idejében alapították a Garamszentbenedeki apátságot, és ekkor épült a váci székesegyház.
1050 után nyugaton kibontakozott az invesztitúraharc, azaz a pápa és a világi uralkodók küzdelme a püspökök kinevezésének jogáért; ebben László király a pápa pártjára állt. Ő kezdeményezte az 1083-as szentté avatásokat: a zoborhegyi remeték (Zoerard-András és Benedek), Gellért püspök, István király és Imre herceg kanonizálását. 1092–1094 körül megalapította a Zágrábi püspökséget, a Bihari egyházmegye székhelyét pedig Nagyváradra helyezte. Az ő idejében terjedtek el a káptalanok és alakult ki a több plébániát egy kerületbe összefogó esperesi és valószínűleg a főesperesi tisztség. Kálmán király eredetileg egyházi tanulmányokat folytatott, püspökké szentelték, és egri vagy váradi püspökként működött. Trónra lépése után komoly próbatételt jelentett az I. keresztes hadjárat átvonulásának rendezett mederbe terelése, a rablás, fosztogatás megelőzése. 1110 körül írta Hartvik győri püspök Szent István-legendáját, mely több ponton a magyar király egyházi természetű jogait próbálta megalapozni, míg a pápaság ezek szűkítésére törekedett; ezek eredőjeként a hatáskörök fokozatosan tisztázódtak, az egyházi és világi törvényhozás kezdett különválni.

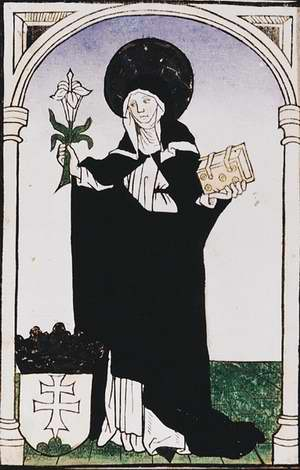
Árpád-házi Szent Margit

II. István idején, 1122-ben járt másodszor pápa Magyarországon (II. Kallixtusz Pozsonyban). Ő hívta be a premontreieket, akik Váradhegyfokon alapítottak kolostort. A 12. században telepedtek meg a ciszterciek (Szék/Cikádor 1142, Zirc 1182, Pilis 1184, Pásztó 1190) is az országban. Ispotályok létesültek Fehérváron és Esztergom mellett, feladatuk a zarándokokról és betegekről való intézményes gondoskodás volt. Bánfi Lukács személyében Párizsban kánonjogot végzett, európai látókörű főpap állt az esztergomi érsekség élén. III. Béla alatt alakult ki a hiteleshely intézménye, mely a káptalanok, valamint bencés, premontrei és johannita konventek feladata lett. 1192-ben szentté avatták László királyt. Ebben az időben az ország földterületének mintegy 10%-a volt különféle egyházi intézmények tulajdonában.
A 13. század elején a keleti szerzetesség lassan elenyészett, míg a Domonkos-rend ekkor települt meg Magyarországon a kunok megtérítésének céljával. 1235-ben indult Julianus barát a magyar őshaza felderítésére; ugyanebben az évben avatták szentté Erzsébetet, II. András lányát. 1229-ben telepedtek meg a ferencesek is, először Esztergomban. Csák Ugrin kalocsai érsek tevékenységének eredménye volt a Szerémi püspökség létrehozása és a Boszniai püspökség kalocsai egyháztartományba való betagozódása.
A tatárjárásban számos település mellett székesegyházak, templomok, kolostorok is elpusztultak. IV. Béla tíz gyermeke közül hármat szentként tisztel a katolikus egyház: a Nyulak szigetén szerzeteskedő Margitot, Kingát és Jolánt. A 13. században alakult ki a pálos rend az Özséb köré szerveződő remetékből (Jakab-hegy, Pilis, később Budaszentlőrinc, Pilisszentlélek).

### Késő középkor
1378-ban, az első nyugati egyházszakadás során Magyarországon a „törvényes” római pápát ismerték el és támogatták. Zsigmond király viszont 1404-ben kiadta az ún. királyi tetszvényjogot (placetum regium) tartalmazó rendeletét, melyben magának követelte az ellenőrzést a pápai bullák hazai kihirdetése felett (főként a birtokadományozások királyi kézben tartásának szándékával). Ezt a királyi (állami) jogot az egyház soha nem ismerte el. Hunyadi Mátyás alatt is élénkek voltak Magyarország kapcsolatai a pápai udvarral – mint általában Itáliával –, azonban a király érdeklődése következtében nem annyira a hit kérdései, mint inkább a reneszánsz kultúra állt a középpontban.

### Török háborúk és hódoltság, reformáció
Az 1520-as évektől Magyarországra is eljutottak a reformáció tanai. 1523-ban a köznemesség a budai országgyűlésen a lutheránusokat eretnekeknek és "Szűz Mária ellenségeinek" nyilvánította. Egy évvel Mohács előtt a rákosi országgyűlés máglyahalállal büntetendőnek bélyegezte a protestáns tanok terjesztését: "Mind ki kell irtani...meg kell égetni őket!" Azonban ezeket a törvényeket 1526 áprilisában eltörölték.
Augusztusban a török győzelmet aratott Mohácsnál. Az egyház két érsekét és öt püspökét vesztette el. A kettős királyválasztás megbontotta az egységet, és bár mindkét király katolikus volt, elnézték a nemesek vallásválasztását. Mivel mindkét király a saját embereit akarta a posztokra helyezni, a katolikus hierarchia összeomlott, mert az egyházmegyék püspökei nem maradtak megyéikben. Emiatt az egyházi tizedet hadi célokra fordították. Néhány évtized múlva a Kárpát-medence lakosságának többsége valamelyik protestáns felekezet követője lett. Így Buda török kézre jutása után egy évvel, 1542-ben Baranya megyében csak 84, míg a század végére a váci egyházmegyében már csak 13 katolikus pap működött. Katolikus püspök is csak 3-4 volt ezekben az időkben az országban. Mivel a püspökök szenteltek papokat, kénytelenek voltak nős papokat is szentelni.
A vidéki főurak, látva a káoszt, betelepedtek a kolostorokba, elbirtokolták azok javait. A református prédikátorok első nemzedékének felkészültsége messze felülmúlta a korabeli katolikus papokét, és fáradhatatlanul dolgoztak. Sikerüket a közérthető prédikációs nyelvezetnek és a biblianyomtatás miatti képzettségnek köszönhették. A török is inkább a protestánsokat támogatta, hogy a régi rend minél jobban fellazuljon. Egyedül a ferenceseket tűrte meg. A török időkben így leginkább a Gyöngyösről és Szegedről, a ferences kolostorokból kirajzó szerzetesek nyújtottak vigaszt a megmaradt katolikus lakosságnak. Ebben az időszakban alakult ki a "licenciátusok" intézménye a hódoltsági területeken: papok hiányában világi, családos férfiak kaptak engedélyt arra, hogy – a misézés és gyóntatás kivételével, amit csak fölszentelt pap végezhet – lelkipásztori munkát folytassanak, azaz kereszteljenek, eskessenek, temessenek, ájtatosságokat vezessenek, prédikáljanak.
Erre a kettős szorításra a katolikus ellenreformáció volt a válasz, melynek magyarországi kezdete Rudolf király 1576-os trónra lépéséhez köthető.

### Hármas szorításban, háborús időszak (1648–1711)
Az 1650-60-as években tovább gyengült Magyarország. II. Rákóczi György sikertelen hadjárata (1657) és a török-tatárdúlás Erdélyben (1660), a török újabb hadjárata (1663), a sikertelen Wesselényi-féle összeesküvés (1670) alatt gyakorlatilag csak periférikusan működött a hitélet. 1671-1681 között perekkel kényszerítették a protestáns lelkészeket áttérésre, többeket gályarabságra ítéltek. A legnagyobb felháborodás az osztrákok ellen volt, akik gazdasági és politikai szövetséget kötöttek a törökkel (1664 vasvári béke). Azonban a török elbizakodottságában megtámadta Bécset 1684-ben. Európa erre már felfigyelt, a római szentszéknek, a római pápa hatalmas diplomáciai munkájának köszönhetjük Magyarország török elleni felszabadulását. Létrehozta ugyanis a török ellen a Szent Ligát, mely egy egyesült keresztény hadsereget állított fel, és a törökök által megszállt Buda ellen indult és 1686-ban felszabadította Budát. Az igencsak megfogyatkozott lakosság miatt Kollonich Lipót püspök elrendelte a dél-német tartományokból való betelepítést. Ekkor érkeztek Buda környékére, a Balaton-felvidékre, Bácskába, Baranyába német katolikusok. Így a századfordulón már 5 millió katolikus és a 2 millió protestáns fő volt az ország lakossága.
Magyarország felszabadításával nem múlt el a Habsburgok magyar- és protestánsellenessége, sőt úgy érezték, eljött az idejük, és bevezették az abszolutizmust. Az egyházmegyék újraszerveződtek. A nulláról kellett újra megteremteni Csanád, Kalocsa, Pécs, Várad, Vác egyházmegyéit. Ugyanakkor csak akkor ismerte el az osztrák udvar a földesurak jussát, ha papírral igazolták földjeiket. Ha nem tudták egy osztrák főnemes kapta.
Erre tört ki a Rákóczi-szabadságharc 1703-ban. Rákóczi, mélyen vallásos ember volt, még a seregének zászlaira is Szűz Mária oltalmát kérő mondatokat hímeztetett.

### Fellendülés (1711–1780)
A szabadságharc elmúltával dinamikusan újjászervezték a plébániákat, és beindult az a templomépítési folyamat, ami országszerte a mai magyar barokk templomainkat jellemzi. Ezt az időszakot a súlyos paphiány sújtotta. Az 1770-es években Mária Terézia királynő végre rendezte az irányíthatatlanul nagy Veszprémi és Esztergomi egyházmegyék helyzetét. Így hozta létre 1776-ban az esztergomiból a Szepeshelyi, a Rozsnyói és a Besztercebányai egyházmegyéket, 1777-ben pedig a veszprémi egyházmegye területéből a Székesfehérvári valamint a Szombathelyi egyházmegyét. Az egyházi rendezést VI. Piusz pápa hagyta jóvá. Az oktatásban a piaristák Csorna városában, pálosok Pápa és Sátoraljaújhely városaiban, domonkosok Vasvár, bencések Modor, ferencesek Baja, minorita ferencesek Arad, Miskolc, Nyírbátor, Erdélyben és Kézdivásárhely-Kanta városaiban kezdték meg oktatói tevékenységüket.

### Visszaszorulás a kapitalizmus terjedési korszakában
II. József által 1781-ben kiadott „türelmi rendelet” engedélyezte más felekezetek tagjainak nyilvános vallásgyakorlását is – majd 1848-ban a XX. törvénycikk kimondta, hogy Magyarországon nincs uralkodó vallás. Elindul a szekularizáció.
1848 márciusában megszűnik a tized a római katolikus egyház Szent István király óta fennálló jussa.

#### A katolikus pártok kialakulása
A századforduló előtt az egyház figyelmét az egyházpolitikai törvények és a felgyorsult népszaporulat kötötte le. A képviselők polgári házasságot akartak és vallásszabadságot. Szapáry Gyula miniszterelnök és a király ugyan katolikus érdekeket képviseltek, azonban Szapáry lemondásával Wekerle Sándor, az új miniszterelnök elfogadtatta a törvényt, bár a katolikusok bíztak még a király vétójában, de ő is aláírta a törvényt. A törvény legaktívabb ellenzői voltak Schepper György rozsnyói püspök és Zichy Nándor gróf. A pápát biztosították, hogy harcolni fognak a törvény ellen. Emiatti szolidaritásból írta meg XIII. Leó pápa a Constanti Hungarorum kezdetű enciklikát 1893. szeptember 2.-i dátumozással. A katolikus egyház nem volt képes megfelelni a felgyorsult kor eseményeinek, ezért megrendezték a pesti Vigadóban az első katolikus nagygyűlést, melynek szervezésében ott találjuk gróf Esterházy Miklós Móricot is, és jelen voltak a püspökök is. Válaszul a kormány szabadelvű felvonulást tartott. Megalakult 1895. január 29.-én a Katolikus Néppárt. Céljuk az egyházpolitikai törvények revíziója és katolikus autonómia. Miről is volt szó? A törvénybe nem lehetett beleírni azt, amit Jézus írt elő, hogy a házasság felbonthatatlan? "Amit Isten összekötött azt ember ne válassza szét." A másik probléma, hogy először a polgári esküvőt kellett megtenni, és csak utána másodsorban az egyházit. Ez a magyar egyháznak úgy tűnt, hogy az már nem is olyan fontos, másodlagos.
1896-ban 17 képviselő, 1901-ben 25 képviselő, majd 1906-ban hatalomra került a Katolikus Néppárt. A keresztényszocialista mozgalom alapítója Prohászka Ottokár volt, a növekvő marxista hatás ellensúlyozására. A mozgalom csúcspontja 1907-ben volt. A földmunkások megsegítésére megalakították a Szocialista Földbérlők Bankját, mely több tízezer ember megélhetését megkönnyítette. Ezt a kapitalista nagybirtokosok nem nézték jó szemmel.

#### Gyors népességszaporulat hatása az egyházra
1900-ban Pesten 7 plébánia jutott 410 ezer hívőre. A váci egyházmegye megnégyszereződött a 19. században. A rendházak siettek a megnövekedett népesség kiszolgálására.

#### Hitélet
Ennek a korszaknak nagyhatású szónoka Prohászka Ottokár, aki nagy lendülettel prédikált. Kiváltképp arról, amiről a kor embere is gondolkozott, a tudomány előrehaladtával újabb kérdések merültek fel az emberekben a hittel kapcsolatban. Prohászka előre helyezte a hit fontosságát a tudás ellenében.

#### Sajtó
Bubics Zsigmond már 1893-ban javasolt egy ütőképes katolikus sajtót, amely képes megfelelni az egyházellenes lapokkal szemben. Elindulnak sorra a lapok. A Néppárt lapja 1896-ban, Az Alkotmány, az Új Lap, majd 1910-ben már ötven körüli katolikus lap volt, azonban kis példányszámúak, mert a professzionálisan szerkesztett liberális lapokkal nem tudták felvenni a versenyt. A katolikus sajtóvállalatot Bangha Béla alapította meg 1917-ben. Célja az egyházellenes támadások kivédése volt. Számos lapot alapított vagy volt a szerkesztője, mint például a Mária Kongregáció, a Sajtó, a Magyar Kultúra sajtótermékeknél. Létrehozták a Katolikus Tudósítót – mely később a ma is működő Magyar Kurír lett –, hogy a vallásos hírek ne a liberális hírszolgálaton menjenek keresztül.

### A két világháború között
A Trianoni békeszerződés következtében a korábbi 28 egyházmegyéből 4 (veszprémi, székesfehérvári, váci és egri) maradt teljes egészében, 6 püspöki székhelyével együtt részben magyar területen, míg további 5 egyházmegyének (rozsnyói, kassai, szatmári, csanádi, nagyváradi) csak egyes részei. A Csanádi egyházmegye székhelye 1923-ban Szegedre került, míg a váradi részből 1929-ben létrehozták a Debreceni apostoli kormányzóságot.

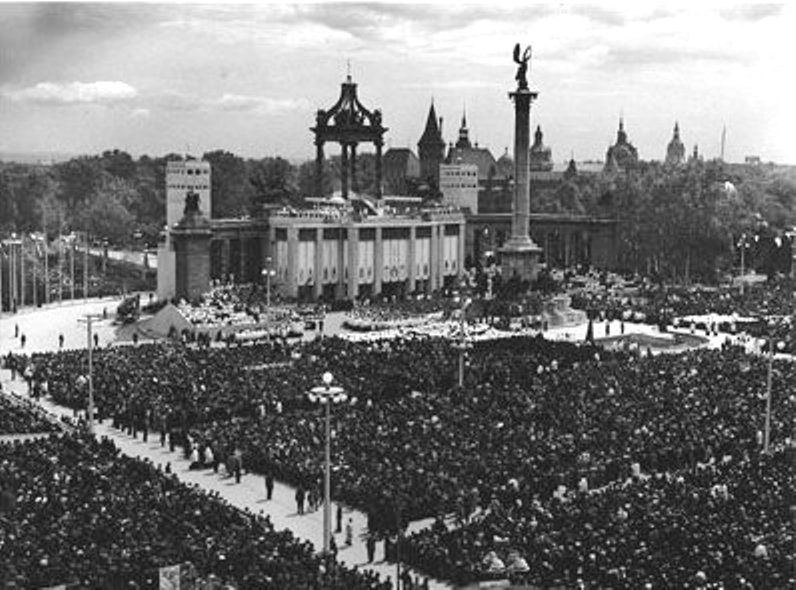
A 34. Eucharisztikus világkongresszus a budapesti Hősök terén

1920-ban az egyház elvesztette birtokainak a felét. Mivel Horthy törekvésével egybeesett az egyház érdeke is, ezért Horthyt támogatta az egyház. Bár támogatták kezdetben IV. Károly magyar király visszatérését, de reális esélye nem volt, így Csernoch János hercegprímás a kormány felkérésére lebeszélőleg beszélt vele Tihanyban, mondjon le visszatérési szándékáról.
A katolikus egyházban ebben az időszakban számtalan társadalmi kezdeményezés indult, többek között az Országos Katolikus Szövetség, a Katolikus Népszövetség, a katolikus nagygyűlések, az Actio Catholica, a KALOT vagy az Egyházközségi Munkásszakosztály. 1930–1931-ben Szent Imre-, 1938-ban Szent István-emlékévet tartottak; utóbbi részeként rendezték meg a 34. Eucharisztikus világkongresszust.
A második világháborúban Magyarország ugyan megpróbálta magát függetleníteni a fasiszta Németországtól, de nem sikerült. Horthy leállította a deportálásokat, de Szálasi újra megindította. Serédi Jusztinián hercegprímás 1942-ben az ember szabadságáról, személyi jogainak előadásában kinyilvánította, hogy a katolikus egyház nem ismeri el azt, hogy alacsonyabb fajok legyenek, elítéli a deportálásokat, és azok akik részt vesznek ezekben az ember ellenes cselekedetekben megtagadja a szentségek kiszolgáltatását és az egyházi temetést. Majd a böjti körlevélben tiltakozott a népirtás és deportálás ellen. A németek felszólították a magyar kormányt tegyen lépéseket Serédi semlegesítésére. A magyar kormány a szólásszabadságra hivatkozva nem tett semmit. Serédi rádió beszédben – melyet Londonban a BBC megismételt német nyelven – majd tárgyalást kezdett a sárga csillag viselés rendeletnek visszavonására és törvénytelennek mondta Szálasit, nem esküdött fel rá. Szálasi látva a keresztény összefogást leállította a deportálásokat, de a városokat nem kímélte meg a túlkapásaitól, ember ellenes tevékenységeitől. A katolikus egyház fellépése miatt meg tudta menteni azokat a keresztényeket, akiket származásuk miatt zsidókká nyilvánítottak. A keresztény egyházak egységes kiállása – református egyházból Ravasz László volt a legaktívabb –, miatt Magyarország keresztény lakossága bujtatások miatt több mint 120 ezer zsidót menekített meg a biztos haláltól.

### A szocialista rendszerben
Az egyházi intézményeket az 1945-ös földreform megfosztotta anyagi alapjaiktól. Magyarország és az Apostoli Szentszék között Angelo Rotta pápai nuncius kiutasításával megszakadt a diplomáciai kapcsolat. Ezzel együtt a püspöki kar elfogadta az új politikai berendezkedést. Ekkor jelent meg az Új Ember című hetilap.

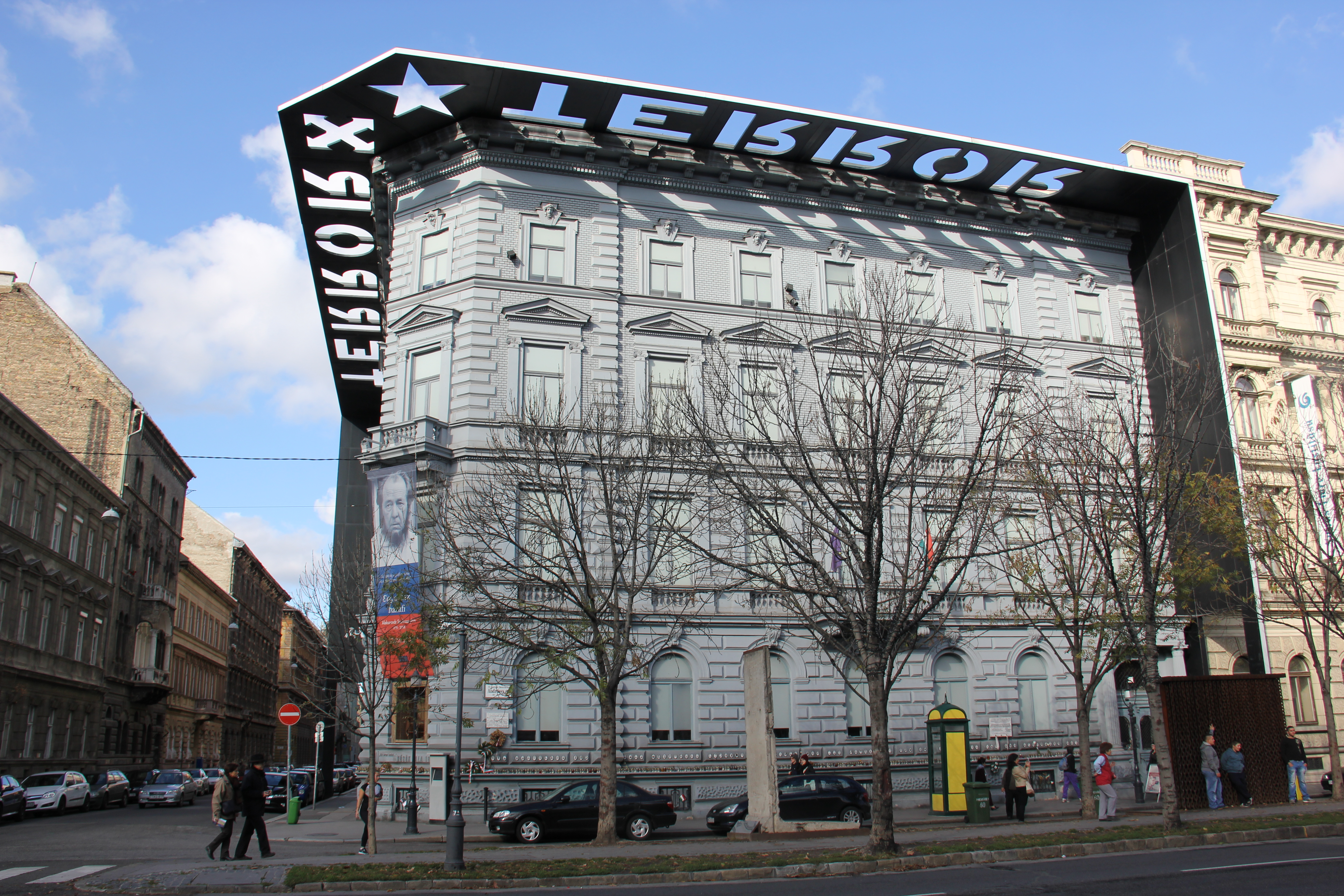
Az Andrássy út 60. az ÁVH székháza, Mindszenty József kínzásának színhelye volt, ma a Terror Háza Múzeum épülete

1946-tól kezdődött meg az egyházi egyesületek (köztük a legnagyobb, félmilliós tagságú KALOT, valamint a Magyar Cserkészszövetség) felszámolása. A Belügyminisztérium Államvédelmi Osztályán belül létrejött az egyházpolitikai osztály; az egyház a rendszerváltásig titkosszolgálati megfigyelés alá került (1956-tól a BM III/III. Csoportfőnökség keretében). 1947–1948-ban még nagyszabású rendezvénysorozatot tartottak Boldogasszony Éve néven, de az egyházra nehezedő nyomás tovább fokozódott 1948-ban az egyházi iskolák államosításával, majd december végén Mindszenty József bíboros letartóztatásával és koncepciós perben történő elítélésével. A szerzetesek 1950 nyarán történő elhurcolása mellett teológia professzorokat és egyszerű hívők százait börtönözték be évekre. A kommunisták megpróbáltak egy hozzájuk lojális katolikus irányzatot kiépíteni, melynek vezetőit azonban XII. Piusz pápa azonnal kiközösítette az egyházból. Állami közreműködéssel létrejött a békepapi mozgalom.
Fentiek nyomán Grősz József kalocsai érsek augusztus 30-án a püspöki kar nevében egyezményt írt alá a kormánnyal, melyben az egyház vállalta, hogy nem helyezkedik szembe az államrenddel. Ennek nyomán a szerzetesrendek java részének működési engedélyét megvonták, csak négy rend működhetett tovább korlátozottan, nyolc katolikus gimnáziumot fenntartva. A püspöki kar a kormánnyal a Vatikán hozzájárulása nélkül kötött (ezért egyházjogi szempontból nem szabályos) megállapodásban elismerte a Magyar Népköztársaság államrendjét és kötelezte magát, hogy nem engedi meg „a hívők vallásos érzületének és a katolikus egyháznak államellenes politikai célokra” való felhasználását. 1951-ben a püspöki kar elfogadta az ún. „állameskü” letételét az 1949-es alkotmányra, tudomásul vette, hogy a főpapokat csak az Elnöki Tanács hozzájárulásával lehet kinevezni és kinyilvánította, hogy helyesli a békepapi mozgalmat.
A papság elleni koncepciós perek és letartóztatások második hullámára Nyikita Hruscsov vallásellenes kampányának tetőpontján, 1958 és 1961 között került sor, akárcsak a szomszédos Romániában, Csehszlovákiában és a Szovjetunióban. Az 1956-os forradalom után a Kádár-rendszer az információs hálózat újjászervezésére törekedett, és egy új katolikus elitet kívánt létrehozni megbízhatónak tartott papok és értelmiségiek köréből, akik személyes előnyökért (karrier, külföldi utazások) cserébe titkos támogatást és lojális nyilvános fellépést vállaltak. Az egyszerű papok körében ugyanakkor a titkos együttműködést vállalók aránya nem haladta meg a 4-5%-ot (Budapest kivételével, ahol ez már 1958-ban is csaknem 10% volt). Az új elit (mint az 1964 után fontos pozíciókhoz jutó Ijjas József, Brezanóczy Pál, Timkó Imre, Pataky Kornél, Zemplén György, Fábián Árpád) helyzetbe hozásával próbálták elszívni a levegőt az olyan régi vágású, kompromisszumokra nem hajlandó egyéniségeket, mint Mindszenty bíboros, Shvoy Lajos székesfehérvári és Pétery József váci püspök, vagy Legányi Norbert pannonhalmi főapát. A Második vatikáni zsinat 1962-es első ülésszakára kiutazó 10 fős magyar delegációból kimaradtak a konzervatív püspökök, míg tagjai közül hatan informátorok voltak; az 1963-as második ülésszak 15 fős delegációjából már 9 hálózati személy volt. A hírszerzés külön figyelmet szentelt azoknak az egyháziaknak, akik a kommunista hatalomátvétel után nem tértek vissza Rómából (például Zágon József, a Pápai Magyar Intézet rektora; Tomek Vince piarista; Kada Lajos későbbi szentszéki diplomata).

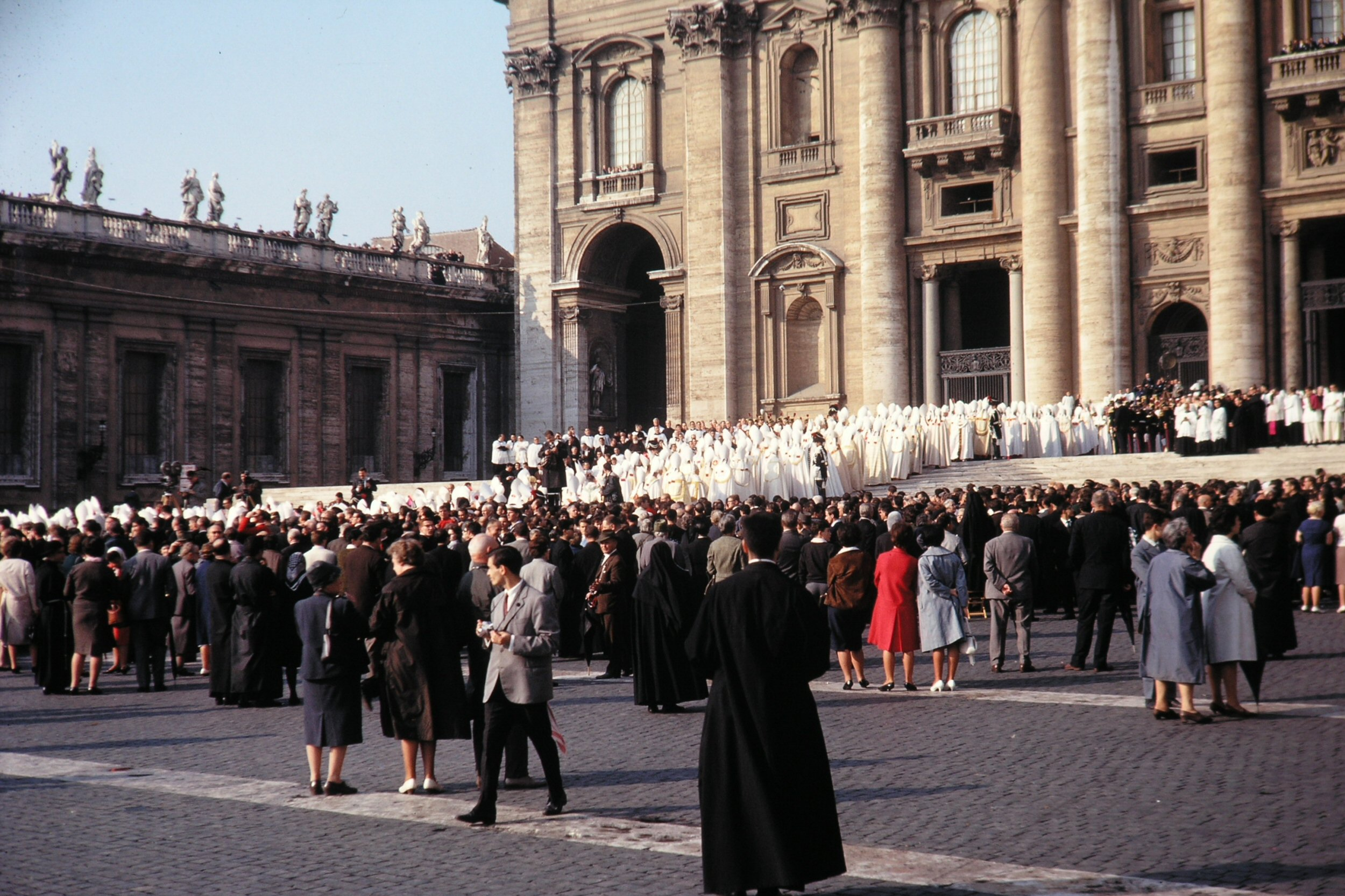
A Második vatikáni zsinat megnyitása

Az 1960-as évek elejétől a Szentszék XXIII. János pápa által elindított új külpolitikai irányvonala, az Ostpolitik arra irányult, hogy az intenzívebb kelet–nyugati párbeszéd révén segítséget nyújtson a kelet-közép-európai katolikusoknak egy olyan időszakban, amikor az egyházi intézmények fennmaradása is veszélybe került. A szovjet blokk titkosszolgálatai által erősen befolyásolt új politika, az államszocialista rendszerek elismerése és a közeledés ugyanakkor, bár rövid távon megkönnyítette a katolikus egyház működését Magyarországon, hosszú távon kedvezőtlenül hatott a katolikus klérus társadalmi beágyazódottságára és erkölcsi tekintélyére.
Egy éves intenzív tárgyalássorozat után 1964. szeptember 15-én A Szentszék és a magyar állam képviselői (Agostino Casaroli érsek és Prantner József, az ÁEH akkori elnöke) Budapesten részleges megállapodást írtak alá, mely lényegében az 1950-es, jogilag tisztázatlan státuszú dokumentum főbb pontjait szentesítette. Ennek nyomán lehetővé vált a megüresedett püspöki székek betöltése, az egyház és az állam viszonya azonban lényegében nem változott Magyarországon. A Szentszék a megállapodás aláírásával hozzájárult ahhoz, hogy a püspöki kinevezéseket előzetes állami hozzájáruláshoz kössék, valamint hogy a püspököknek hűségesküt kelljen tenniük a Magyar Népköztársaságra és alkotmányára. Ennek következménye az lett, hogy az állam csak a megbízható vagy akár már beszervezett jelöltek kinevezéséhez járult hozzá, így – Tabajdi Gábor és Ungváry Krisztián kutatásai szerint – az ezt követően kinevezett 36 püspök, illetve érsek közül 23, ezen belül az érsekek minimum 80%-a bizonyíthatóan ügynök volt. Az 1964 után kinevezett püspökök, vezető teológiatanárok és a hivatalosan engedélyezett egyházi sajtó (Vigilia, Új Ember) körében a hálózati személyek aránya meghaladta az 50%-ot, és 1989-ig folyamatosan emelkedett.
A megállapodás eredményeképpen a magyar állam átvette a Pápai Magyar Intézet irányítását, és azt a szerepet szánta neki, hogy innen kerüljenek ki a magyar katolikus egyház leendő vezetői, emellett a magyar hírszerzés operatív központjává is vált. Az emigráns papokat leváltották; az intézet 1964 és 1987 közötti valamennyi rektora a hírszerzés ügynöke volt, de a professzorok és ösztöndíjas hallgatók több mint fele is.
Az 1955-től házi őrizetben lévő Mindszenty bíborost 1956-ban néhány napra kiszabadították, majd az amerikai követségre menekült. Ez a helyzet a Szentszék és az Amerikai Egyesült Államok számára is terhes volt. Az 1960-as évek végére az ő helyzete marad az egyetlen igazán kényes kérdés a három fél között folyó tárgyalásokon. A magyar állam elérte, hogy a bíborost gyakran látogató Franz König bécsi érsek a további tárgyalásokon ne kapjon érdemi szerepet. A vonakodó VI. Pál pápa végül beleegyezett a kérdés megoldásába, megalázó feltételekkel; ennek értelmében Mindszenty 1971-ben Rómába távozott. A főpap négy hét után úgy döntött, hogy Bécsbe költözik. A Vatikán emellett visszavonta az 1958-ban a kommunista parlament tagjává választott három pap kiközösítését is.
1969-ben vezették be a Második vatikáni zsinat reformjait követő mai liturgiát a katolikus egyházban. Legnagyobb hatású újításai: a misézés ezentúl latin helyett a nép nyelvén történik, a miséző pap nem a híveknek háttal, hanem a néppel szemközt állva vezeti a szertartást, a szentírási olvasmányok három évenként visszatérő rendben (A, B és C év) követik egymást, egyszerűsödik és érthetőbbé válik a liturgia.
Az 1970-es évek elejéig számos egyházi személyt ítéltek börtönbüntetésre. Az utolsó politikai okokból elítélt katolikus pap, a 18 évet börtönben töltő Lénárd Ödön 1977-ben szabadult.
Bulányi György piaristát, a Bokor bázisközösség alapítóját a püspöki kar teológiai és politikai nézetei miatt 1982-ben elítélte; az ügy megosztotta a papságot és a kisközösségeket. (A konfliktus 1996-ban zárult le.)
1989. június 30-án az Elnöki Tanács jogutód nélkül megszüntette az Állami Egyházügyi Hivatalt, egyúttal az egyházi állásokhoz való állami hozzájárulás kötelezettségét is (bizonyos kivételekkel, például a püspöki kinevezések esetében). Július 1-jén megszűnt az egyházi kiadói tevékenység és a sajtótermékek ellenőrzése (cenzúrája). 1990. február 6-án Paskai László bíboros és Németh Miklós kormányfő közös nyilatkozatban bontották fel az 1950. augusztus 30-án aláírt egyezményt. Megszűnt a békepapság szervezete, míg a szerzetesrendek és az egyházi iskolák újra működési engedélyt kaptak.

### A rendszerváltás után
1990. június 6-án az egyházakról szóló 1990. évi IV. törvény alapján nyilvántartásba vették a Magyar Katolikus Egyházat. Az év folyamán Magyarország diplomáciai kapcsolatot létesített az Apostoli Szentszékkel, a püspöki kar pedig „A keresztények részvétele a társadalmi megújulásban” című körlevelében összegezte az egyház előtt álló feladatokat. A Magyar Katolikus Püspöki Konferencia Paskai László prímás helyett Seregély István egri érseket választotta elnökévé. 1991-ben az Országgyűlés törvényben szabályozza az államosított egyházi ingatlanok tulajdonviszonyának rendezését.

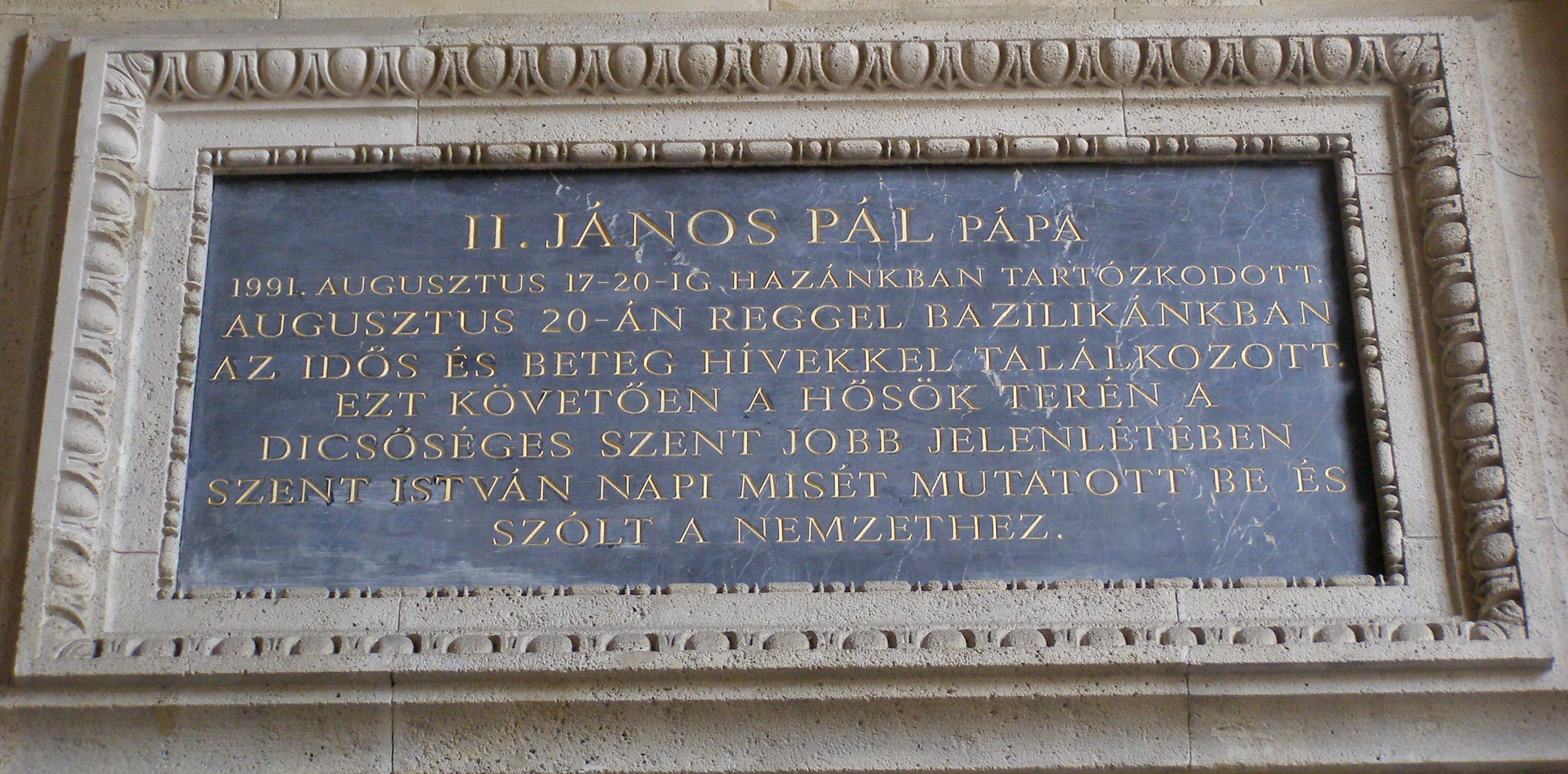
II. János Pál pápa 1991-es látogatásának emléktáblája a Szent István-bazilikában

II. János Pál pápa 1991-ben apostoli látogatást tett Magyarországon, melynek állomásai Budapest, Esztergom, Pécs, Máriapócs, Debrecen és Szombathely voltak. 1993. május 30-án kelt Hungarorum Gens kezdetű apostoli konstitúciója lefektette a magyarországi katolikus egyházmegyék új határait; több egyházmegye határai módosultak, két új egyházmegye – a debrecen-nyíregyházi és a kaposvári – jött létre, a veszprémit pedig főegyházmegye rangjára emelte. A pápa 1996-ban újra Magyarországra látogatott, és felkereste az 1000 éves fennállását ünneplő Pannonhalmi Bencés Főapátságot, valamint Győrt.
1992-ben létrejött a Pázmány Péter Katolikus Egyetem. 1994-ben újra felállították a tábori püspökséget. 1997-ben a Vatikán és a Magyar Köztársaság megkötötte a Vatikáni szerződést, amely szabályozza az egyházi intézmények állami finanszírozását és az ingatlankárpótlás lezárását.
2005-ben fellángolt a vita egyes egyházi személyeknek a kommunista diktatúra állambiztonsági szerveivel való együttműködéséről.

### Az egyházmegyék kialakulása

#### Szent István által alapított (hagyomány szerinti) egyházmegyék
- Esztergomi egyházmegye
- Veszprémi egyházmegye
- Győri egyházmegye
- Pécsi egyházmegye
- Erdélyi egyházmegye (Gyulafehérvár székhellyel; területén latin térítőpüspökség a korábbi görög rítusú térítőpüspökség helyett)
- Egri egyházmegye
- Kalocsai egyházmegye
- Csanádi egyházmegye
- Váci egyházmegye
- Bihari egyházmegye

#### Későbbi, középkorban alapított püspökségek
- Zágrábi egyházmegye
- Nyitrai egyházmegye

#### Újkori alapítású ill. ekkor érsekségi rangra emelt egyházmegyék
- Esztergomi érseki tartomány
  - Eperjesi görögkatolikus egyházmegye
  - Hajdúdorogi görögkatolikus egyházmegye (Alapítva 1912-ben, székhelye előbb Debrecen, 1914-2015 között Nyíregyháza)
  - Munkácsi görögkatolikus egyházmegye
  - Székesfehérvári egyházmegye
  - Szombathelyi egyházmegye
- Kalocsa-bácsi érseki tartomány
  - Kalocsai főegyházmegye
  - Nagyváradi (latin szertartású) egyházmegye
  - Csanádi egyházmegye (székhelye: Temesvár)
- Egri érseki tartomány
  - Egri főegyházmegye
  - Szepesi egyházmegye (székhelye: Szepeshely)
  - Rozsnyói egyházmegye (székhelye: Rozsnyó)
  - Kassai egyházmegye (székhelye: Kassa)
  - Szatmári egyházmegye (székhelye: Szatmárnémeti)
- Gyulafehérvár-fogarasi (balázsfalvi) görögkatolikus érseki tartomány (román)
  - Fogaras-Gyulafehérvári főegyházmegye (székhelye: Balázsfalva)
  - Nagyváradi (görög szertartású) egyházmegye
  - Szamosújvári egyházmegye
  - Lugosi egyházmegye
- Zágrábi érseki tartomány (horvát)
  - Zágrábi főegyházmegye
  - Zengg-Modrusi egyházmegye
  - Boszna-szerémi (diakóvári) egyházmegye
  - Kőrösi egyházmegye

## Szervezet
A II. vatikáni zsinat óta a püspökök ún. püspöki konferenciákban dolgoznak. Általában egy adott terület, például egy ország püspökei alkotják az adott terület püspöki karát. A püspöki kart (konferenciát) az elnök vezeti. Magyarországon a Magyar Katolikus Püspöki Konferencia működik.

### Egyházmegyék

Magyarország latin rítusú katolikus egyházmegyéi a görög rítusú egyházmegyék székhelyeinek jelölésével

A katolikus egyház alapvető egysége az egyházmegye, mely történelmileg egy nagyobb várost és térségét jelentette. Az egyházmegye alatt „a keresztények olyan közösségét értjük, mely a hitben és a szentségekben egységben van az apostoli jogfolytonosságban álló püspökével”, azaz egy püspök által vezetett helyi (területi) részegyház. Magyarországon öt egyháztartományban 15 egyházmegye működik, ezeken kívül két további részegyház létezik: a Katonai ordinariátus és a Szentszéknek közvetlenül alárendelt Pannonhalmi Bencés Főapátság.
- Esztergom-Budapesti főegyházmegye
  - Győri egyházmegye
  - Székesfehérvári egyházmegye
- Egri főegyházmegye
  - Debrecen-Nyíregyházi egyházmegye
  - Váci egyházmegye
- Kalocsa-Kecskeméti főegyházmegye
  - Pécsi egyházmegye
  - Szeged-Csanádi egyházmegye
- Veszprémi főegyházmegye
  - Kaposvári egyházmegye
  - Szombathelyi egyházmegye
- Hajdúdorogi főegyházmegye
  - Miskolci egyházmegye
  - Nyíregyházi egyházmegye
- Pannonhalmi „exempt” (vagyis az érseki joghatóság alól kivett és közvetlenül a Szentszék alá tartozó) egyházmegye; Pannonhalmi Bencés Főapátság
- Katonai ordinariátus (tábori püspökség)[18]

### Papság
A Magyar katolikus egyházban jelenleg (2019. január 1-jén) 20 aktív és 9 nyugalmazott püspök teljesít szolgálatot. Közülük 25 római katolikus és 4 görögkatolikus.
A papság létszáma csökkenő tendenciát mutat. Az Annuarium Statisticum Ecclesiae szerint 2005-ben 2576, 2015-ben 2110 pap szolgált Magyarországon; utóbbin belül 1733 egyházmegyés és 377 szerzetes, az átlagéletkor pedig 60 év feletti. A papszentelések száma 2006-ban 36, 2017-ben 20 volt. 2018. nyár elején a magyarországi egyházmegyékben 25 (egyházmegyénként jellemzően 1-3) papot és 24 átmeneti diakónust, valamint néhány állandó diakónust szenteltek.
A 16 egyházmegye összesen 7 szemináriumot működtet, ezen felül Bécsben működik a Pázmáneum és Rómában a Pápai Magyar Intézet. A szemináriumokban tanuló papnövendékek száma a 2000. évi 420-ról 2018-ra 200 alá csökkent.

## Tevékenységek

### Hitélet
A magyar katolikus egyház a világegyház része, azzal egységben a katolikus hitet vallja.
Mivel az egyház alapvetően egyházmegyei szinten szerveződik, a hitéletet is az egyházmegyék szócikkei tárgyalják.

### Intézmények
A Magyar Katolikus Püspöki Konferencia központi intézményei:
- Katolikus Hivatásgondozó Bizottság
- Katolikus Karitász – Caritas Hungarica
- Központi Papnevelő Intézet
- Liturgikus Intézet
- MKPK Hitoktatási Bizottsága
- Pázmány Péter Katolikus Egyetem (PPKE)
- Magyar Katolikus Rádió
- Pápai Magyar Intézet
- Hivatásőrző Ház
- Szent Gellért Lelkigyakorlatos Ház
- Országos Magyar Cecília Egyesület (OMCE)
- Katolikus Szeretetszolgálat
- Országos Katolikus Gyűjteményi Központ (OKGYK)
- Országos Lelkipásztori Intézet (OLI)
- Magyar Katolikus Püspöki Konferencia Ifjúsági Bizottsága
- Magyar Kurír Szerkesztősége és Kiadóhivatala
- Katolikus Pedagógiai Intézet (KaPI)

Egyéb országos jelentőségű katolikus intézmények:
- Új Ember Kiadó
- Szent István Társulat, az Apostoli Szentszék Könyvkiadója
- Szent Jeromos Katolikus Bibliatársulat
- Pápai Missziós Művek
- Magyarországi Rendfőnöknők Konferenciája (MRK)
- Férfi Szerzetes-elöljárók Konferenciája (FSzK)
- Sapientia Szerzetesi Hittudományi Főiskola

Az itt felsoroltakon kívül számos egyházmegyei, egyházközségi, illetve szerzetesrendek által fenntartott intézmény (szociális intézmények, oktatási intézmények stb.) működik.

### Szakpasztorációk
- Kórházpasztoráció
- Börtönpasztoráció
- Cigánypasztoráció
- Táboripasztoráció
- Iskolapasztoráció
- Drogpasztoráció

## Gazdálkodás

### Bevételi forrásai

#### Saját bevételei
Magyarországon a Magyar Katolikus Püspöki Konferencia 1994-es rendelkezése szerint a hívők az egyház anyagi szükségleteinek fedezésében önkéntes egyházi hozzájárulás útján vesznek részt (ezt gyakran egyházi adónak is nevezik, de valójában nem az). Ennek javasolt mértéke a kereső hívők éves átlagkeresetének 1%-a.
Az adományok további formái a perselypénz, valamint a stólapénz. Utóbbit az egyházi szolgáltatásokért fizetik, és nagyobb részét a pap kapja, aki részben ebből fedezi megélhetési költségeit.

#### Állami támogatás

##### A közfeladat-ellátás közvetlen támogatása
Az állam közvetlenül is támogatja az egyházak közfeladatot ellátó tevékenységét:
- az egyházi oktatási intézményeket normatív és kiegészítő támogatással;
- az egyházi felsőoktatást;
- az egyházak szociális, egészségügyi és kulturális intézményeit;
- az ország kulturális örökségének részét képező egyházi épületek rekonstrukcióját, valamint egyéb egyházi célú beruházásokat.[23]

Az egyházak hitéleti és közcélú tevékenységének anyagi feltételeiről szóló 1997. évi CXXIV. törvény szerint „Az egyházi intézményfenntartók által ellátott nevelési-oktatási, felsőoktatási, kulturális, szociális, egészségügyi, sport, illetőleg gyermek- és ifjúságvédelmi tevékenységek központi költségvetési finanszírozása az állami és önkormányzati intézményekre vonatkozó általános szabályok alapján, azokkal azonos mértékben történik.”

##### Hitéleti jellegű tevékenység támogatása

###### Személyi jövedelemadó 1%-a
| Év   | Felajánlók száma | Felajánlott összeg |
| ---- | ---------------- | ------------------ |
| 2011 | 602 000          | 2,8 Mrd Ft         |
| 2012 | 605 700          | 2,3 Mrd Ft         |
| 2013 | 655 898          | 2,5 Mrd Ft         |

A Horn-kormány alatt aláírt Vatikáni megállapodás szerint az állam az 1%-okból befolyt összeget támogatásként megduplázza.

###### Egyházi ingatlanok helyzetének rendezése
A Horn-kormány lehetővé tette, hogy azok az egyházak, amelyeknek az ingatlanvagyonát a Rákosi-korszakban jelentős részben államosították, a visszajáró ingatlanok egy részéről örökjáradék fejében lemondjanak. A lehetőséggel többek között a katolikus egyház is élt, így azon ingatlanok fejében, amelyekről lemondott, az államtól 1998 óta örökjáradékot kap. Az eredeti megállapodás szerint a járadék értéke évente az infláció mértékének megfelelően növekszik, 2010 végén a második Orbán-kormány azonban 5 milliárd forinttal megemelte a katolikus egyháznak kifizetendő összeget, így az 2011-ben elérte a 10,2 milliárd forintot. 1998 és 2011 között a katolikus egyház összesen 55 milliárd forint örökjáradékot kapott.

###### Hitoktatás támogatása
Az állam támogatja a hitoktatást, az átlagos pedagógus órabér figyelembe vételével, a tanulók és a csoportok létszáma alapján.